# Segredo (Rio Grande do Sul)
Segredo é um município brasileiro do estado do Rio Grande do Sul.

## História
No final do século XIX, a região, que então pertencia a Soledade, pertenceria ao fazendeiro Abel Batista da Silva. Em fevereiro de 1881, Silva foi morto a golpes de machado em um paiol da sede da fazenda, local onde atualmente fica o campo de futebol do Clube Internacional Segredense. Enrolado em couro cru e jogado em um arroio, o cadáver foi encontrado dias depois por pescadores, já em avançado estado de decomposição. O capataz da fazenda, Salvador Carvalho, e o escravizado Benjamin foram condenados pelo crime, ficando Carvalho preso e Benjamin morto açoitado.
Teria sido os mistérios envolvendo o caso que deram nome ao arroio Segredo e, posteriormente, ao município.